# سیارک ۱۷۹۶۷۸
سیارک ۱۷۹۶۷۸ (به انگلیسی: 179678 Rietmeijer، نامگذاری:2002QS66) صد و هفتاد و نه هزار و ششصد و هفتاد و هشتمین سیارک کشف شده‌است که در ۲۶ اوت ۲۰۰۲ کشف شد.